# Jacques Aeschlimann

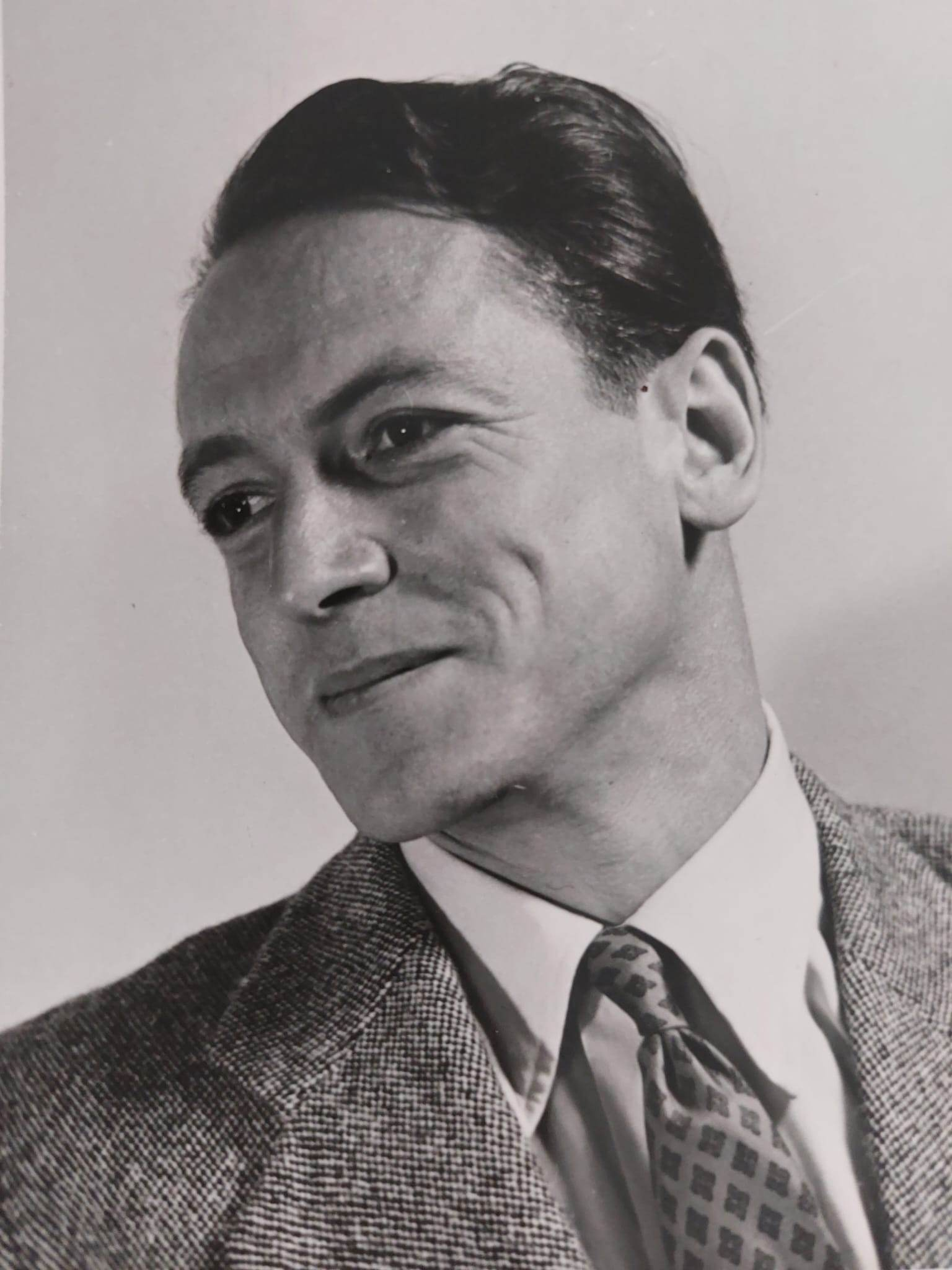
Jacques Aeschlimann (1949)

Jacques Aeschlimann (* 15. August 1908 in Genf; † 21. Oktober 1975 ebenda) war ein Schweizer Journalist, Schriftsteller und Politiker.

## Leben
Jacques Aeschlimann wurde in Genf als Sohn des Schriftstellers, Verlegers und Kalligrafen Willy Aeschlimann (1879–1971) geboren. Nach der Sekundarschule besuchte er während fünf Jahren die Malklasse an der Genfer École des beaux-arts, anschliessend die Accademia delle Arti del Disegno in Florenz.
Ab 1928 war er als Journalist für diverse Genfer Zeitungen tätig, ab 1953 als Reporter und Theaterkritiker für die Tageszeitung La Suisse. Als Schriftsteller trat er erstmals 1937 mit einer Komödie an die Öffentlichkeit. Bekannt wurde er namentlich mit seinen Theaterstücken und zahlreichen Hörspielen und Radiobeiträgen für Radio Suisse Romande.
Von 1936 bis 1945 war er für die Union nationale Mitglied des Genfer Grossen Rats.
1948 schloss er mit Viviane Gaudin seine erste Ehe. 1960 heiratete er die Unternehmerstochter Anne-Marie Tyč (1931–2017) und wurde Vater von vier Kindern. 1975 starb er an den Folgen eines Krebsleidens. Sein Grab befindet sich auf dem Genfer Cimetière des Rois.

## Werke

### Kriminalroman
- Quai Wilson, Neuenburg 1946

### Hörspiele
- 1944: La Fournaise
- 1956: Guten Tag, Gutenberg! ou L’Esprit et la Lettre

### Dramen
- La Philippine, 1937
- La Démonstration du professeur Glomus, 1946
- Un Geste machinal, 1946
- Les Pavés de l’Enfer, 1948
- Tabazan ou le Bourreau de Genève, 1950
- Les Cannibales, 1962
- L’Orpailleur ou Le Trésor de Mandrin, 1966
- Guten Tag, Gutenberg! ou L’Esprit et la Lettre, 1975